# Santa Eugènia de Solls
Santa Eugènia de Solls és un edifici del municipi de Sant Jaume de Frontanyà (Berguedà) protegida com a bé cultural d'interès local.

## Descripció
És una església esmentada ja en el segle xvi i situada al nord del terme de Sant Jaume, al serrat dels Bous de Santa Eugènia de Solls, al límit de la Pobla de Lillet, de la qual en l'actualitat tan sols en resten les parets.